# Спільна ентропія

Діаграма Венна різних мір інформації, пов'язаних із корельованими величинами X та Y. Область, яка міститься в обох колах, є спільною ентропією Η(X,Y). Коло ліворуч (червоний і фіолетовий) є особистою ентропією Η(X), в якому червоне є умовною ентропією Η(X|Y). Коло праворуч (синій та фіолетовий) є Η(Y), а синє в ньому є Η(Y|X). Фіолетове є взаємною інформацією I(X;Y).

У теорії інформації спі́льна ентропі́я — це міра невизначеності, пов'язана з набором змінних.

## Визначення
Спільна ентропія Шеннона (в бітах) двох змінних {\displaystyle X} та {\displaystyle Y} визначається як
{\displaystyle H(X,Y)=-\sum _{x}\sum _{y}P(x,y)\log _{2}[P(x,y)]\!}
де {\displaystyle x} та {\displaystyle y} є конкретними значеннями {\displaystyle X} та {\displaystyle Y} відповідно, {\displaystyle P(x,y)} є спільною ймовірністю трапляння цих значень разом, а {\displaystyle P(x,y)\log _{2}[P(x,y)]} визначається як 0, якщо {\displaystyle P(x,y)=0}.
Для понад двох змінних {\displaystyle X_{1},...,X_{n}} це визначення розширюється до
{\displaystyle H(X_{1},...,X_{n})=-\sum _{x_{1}}...\sum _{x_{n}}P(x_{1},...,x_{n})\log _{2}[P(x_{1},...,x_{n})]\!}
де {\displaystyle x_{1},...,x_{n}} є конкретними значеннями {\displaystyle X_{1},...,X_{n}} відповідно, {\displaystyle P(x_{1},...,x_{n})} є ймовірністю трапляння цих значень разом, а {\displaystyle P(x_{1},...,x_{n})\log _{2}[P(x_{1},...,x_{n})]} визначається як 0, якщо {\displaystyle P(x_{1},...,x_{n})=0}.

## Властивості

### Більша за окремі ентропії
Спільна ентропія набору змінних є більшою за всі окремі ентропії змінних цього набору, або дорівнює їм.
{\displaystyle H(X,Y)\geq \max[H(X),H(Y)]}
{\displaystyle H(X_{1},...,X_{n})\geq \max[H(X_{1}),...,H(X_{n})]}

### Менша або дорівнює сумі окремих ентропій
Спільна ентропія набору змінних є меншою за суму окремих ентропій змінних цього набору, або дорівнює їй. Це є прикладом субадитивності. Ця нерівність є рівністю, якщо і лише якщо {\displaystyle X} та {\displaystyle Y} є статистично незалежними.
{\displaystyle H(X,Y)\leq H(X)+H(Y)}
{\displaystyle H(X_{1},...,X_{n})\leq H(X_{1})+...+H(X_{n})}

## Відношення до інших мір ентропії
Спільна ентропія використовується у визначенні умовної ентропії
{\displaystyle H(X|Y)=H(Y,X)-H(Y)\,},
і
{\displaystyle H(X_{1},\dots ,X_{n})=\sum _{k=1}^{N}H(X_{k}|X_{k-1},\dots ,X_{1})}
Вона також використовується у визначенні взаємної інформації
{\displaystyle I(X;Y)=H(X)+H(Y)-H(X,Y)\,}
У квантовій теорії інформації спільна ентропія узагальнюється до квантової спільної ентропії.